# 檀园高等学校
檀园高等学校（：／）是韩国京畿道安山市檀園區的一所高中，成立于2005年。该校在2006年和2007年与非政府组织无边界村合作，开设多元文化课程。

## 姊妹学校
- 木浦科技大学
- 韩瑞大学
- 青云大学
- 順天鄉大學

## 事故
2014年4月16日，韩国渡轮世越号运载该校325名学生、15名教师，由仁川港前往济州岛時倾覆，隨后沉没，导致该校250名学生、11名教师傷亡。几天后，已获救的副校长姜敏圭（音译）自杀。